# Grzyby koprofilne

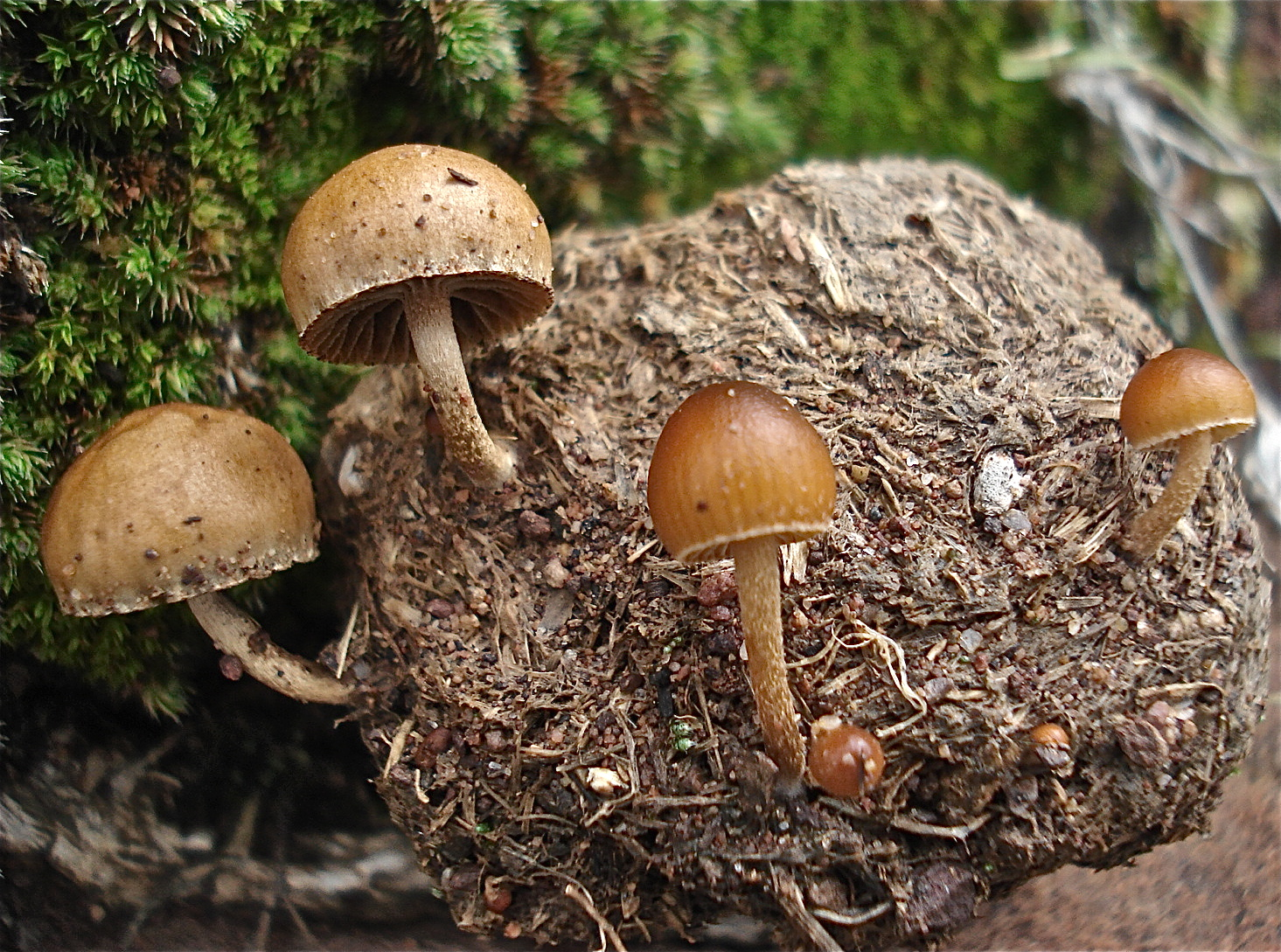
Łysiczka odchodowa (Psilocybe coprophila)

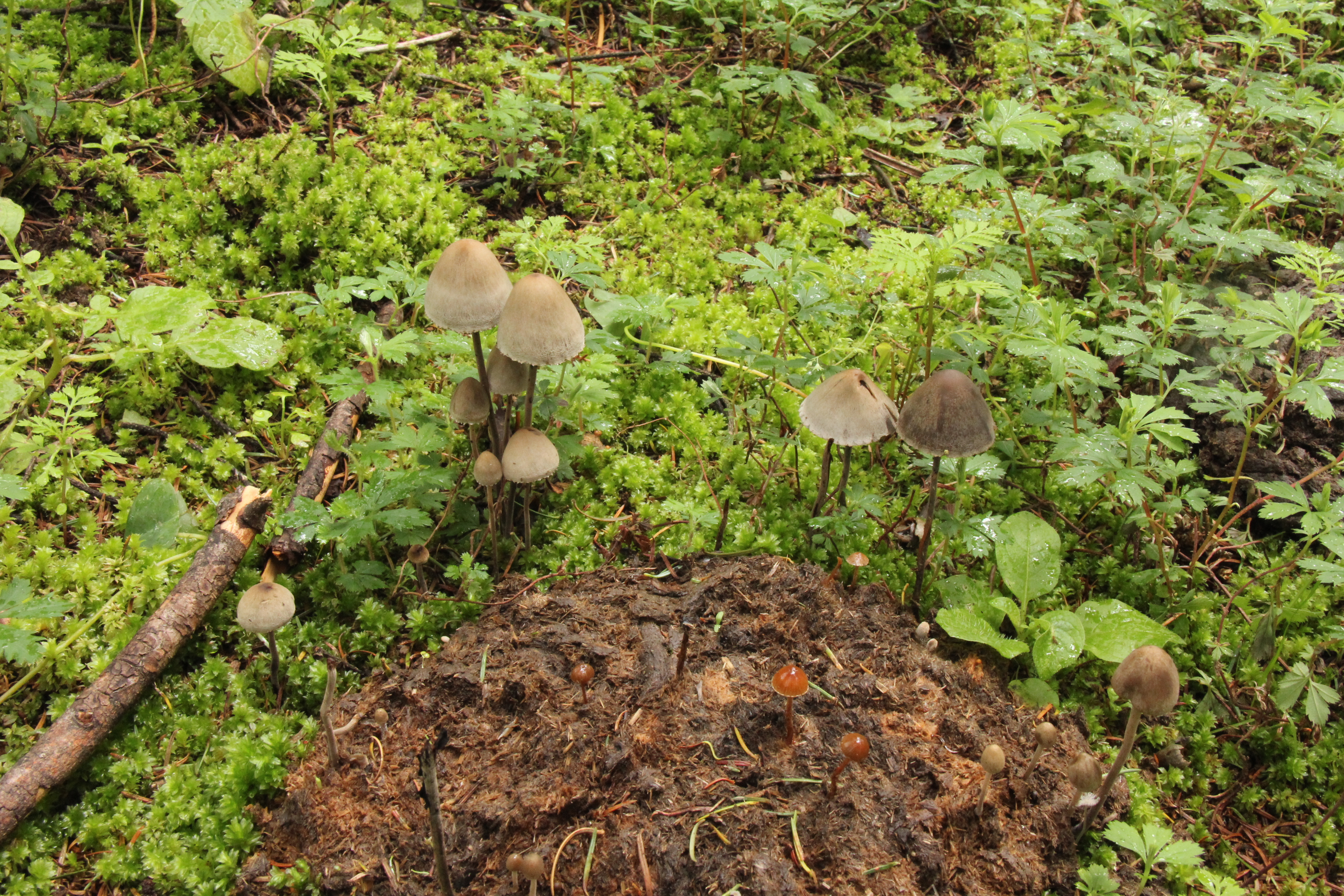
Kołpaczek mierzwiowy (Panaeolus papilionaceus)

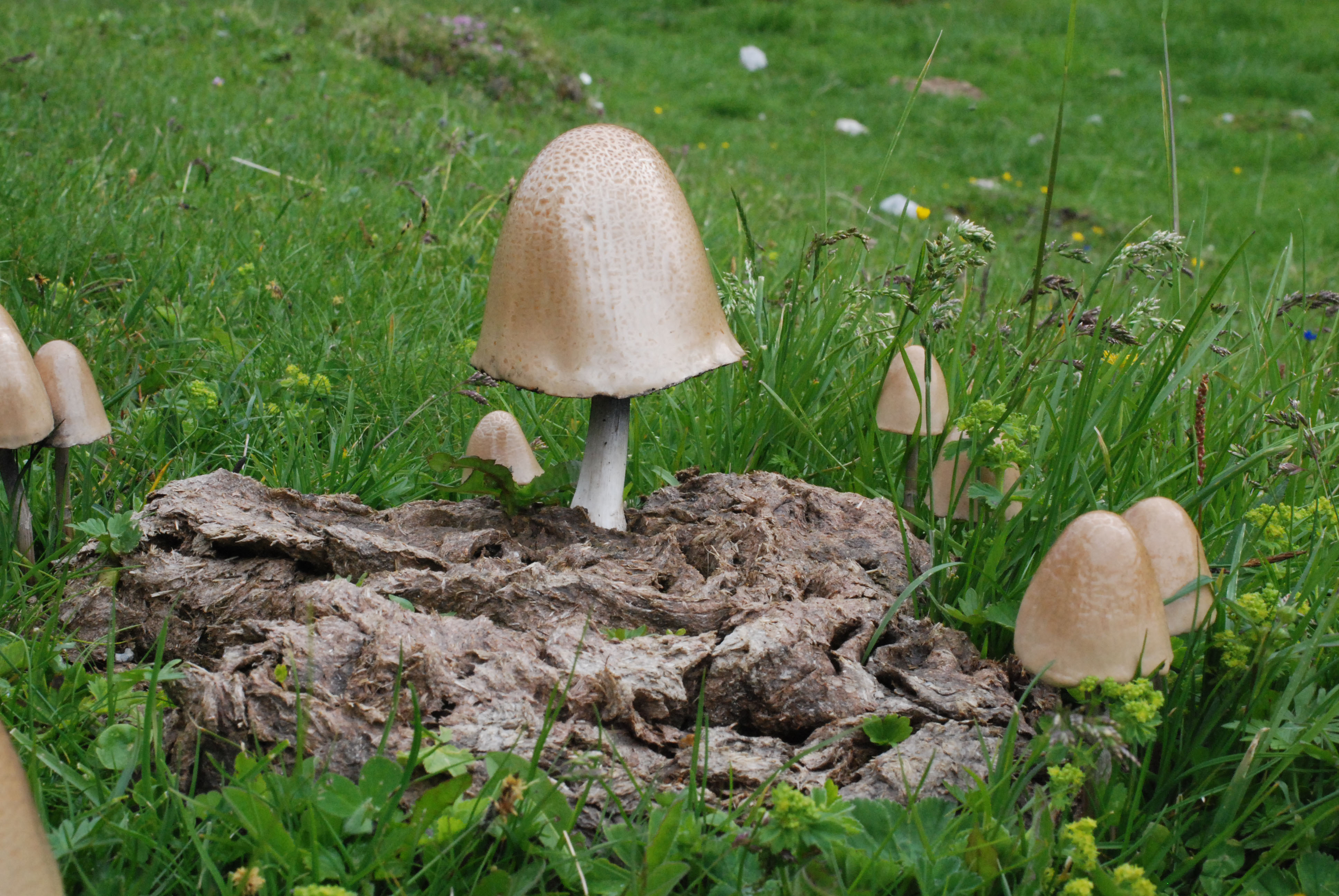
Kołpaczek blady (Panaeolus semiovatus)

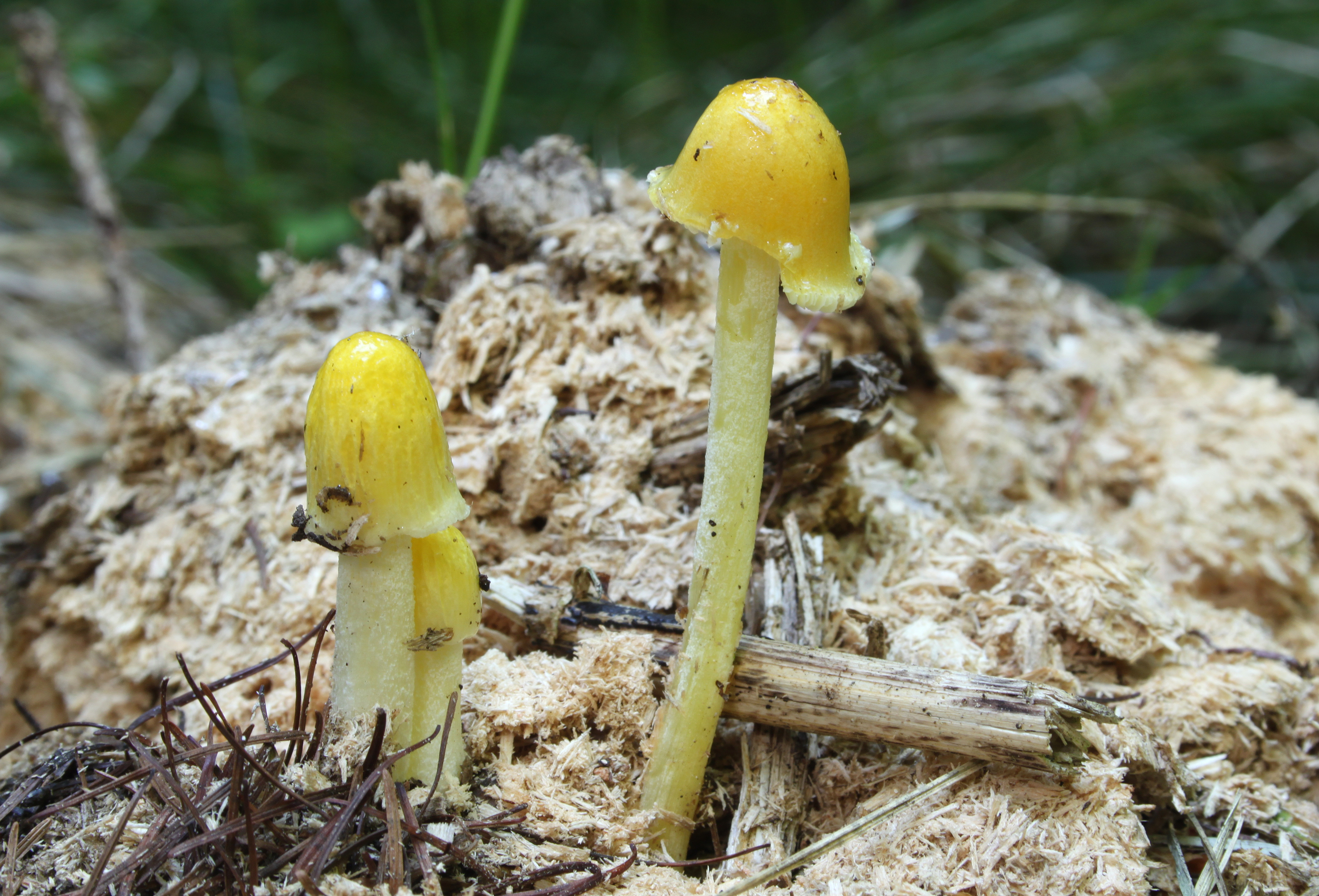
Gnojanka żółtawa (Bolbitius titubans)

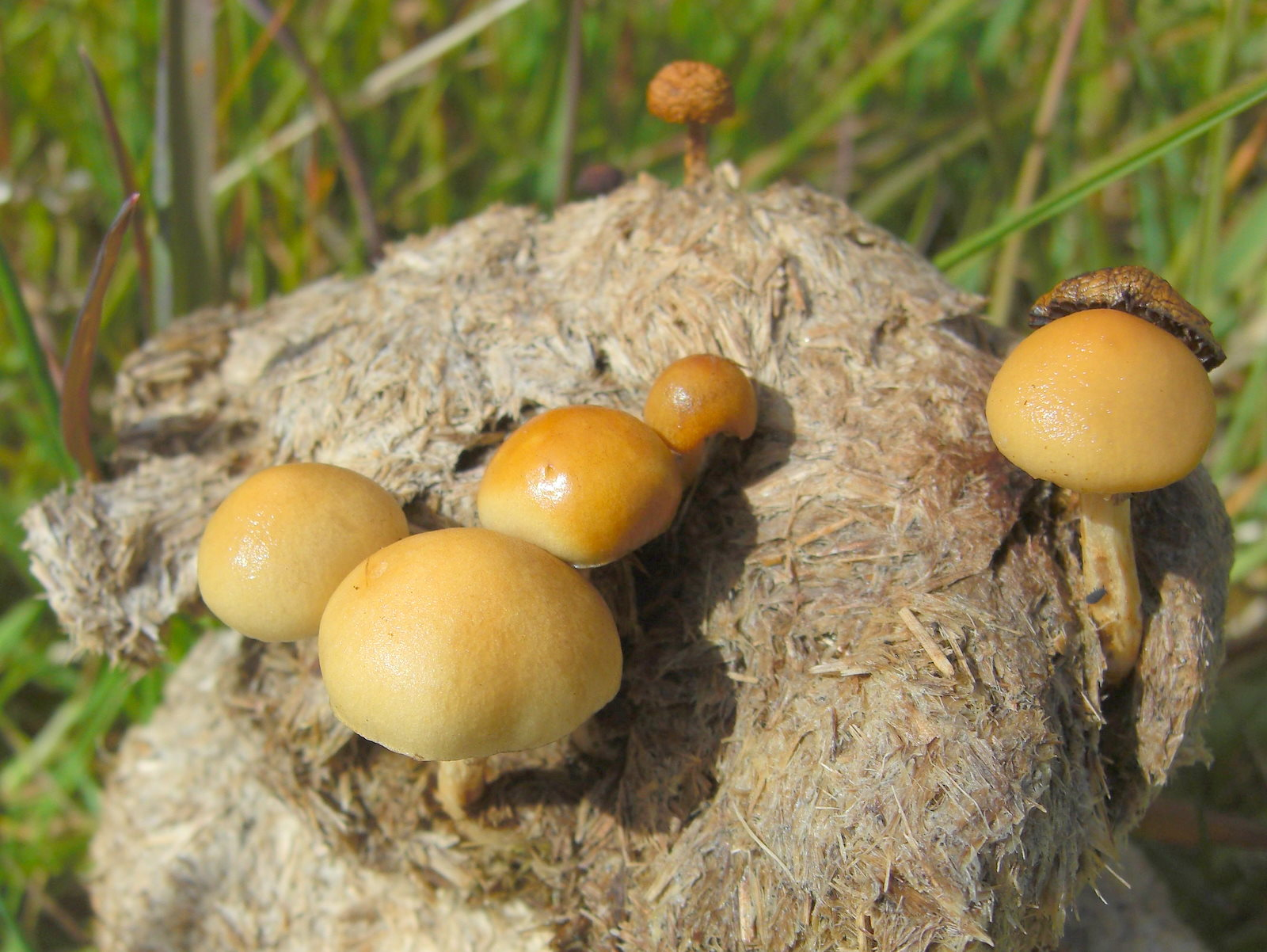
Łysiczka łajnowa (Stropharia semiglobata)

Grzyby koprofilne (w tłumaczeniu na język polski grzyby kochające łajno) – grzyby rozwijające się na odchodach zwierzęcych (na łajnie). Są koprofagami i jedną z grup grzybów saprotroficznych.

## Cykl życiowy
Łajno zwierząt zawiera duże ilości materii organicznej w różnym stopniu rozkładu. Gdy znajdą się w nim zarodniki grzybów koprofilnych, rozwijają się, a ich grzybnia przerasta łajno pobierając z niego substancję organiczną. Na zewnątrz łajna wytwarza owocniki, w których powstają zarodniki. Wydostają się one na trawę w okolicy łajna. Gdy zostaną wraz z trawą zjedzone przez zwierzę roślinożerne, przechodzą bez uszkodzenia przez jego układ pokarmowy i po wydaleniu wraz z łajnem od razu mają korzystne warunki do rozwoju.
Zarodniki grzybów koprofilnych mają grubą ścianę, która w układzie pokarmowym zwierząt nie ulega zniszczeniu, a tylko częściowemu nadtrawieniu. To nadtrawienie jest korzystne dla rozwoju zarodnika, pomaga bowiem przebić się przez ścianę wyrastającej z niego strzępce rostkowej. Harry Marshall Ward, któremu w 1899 r. udało się wyhodować rogowniczkę końską (Onygena equina) zauważył, że jej zarodniki potraktowane sokami żołądkowymi pochodzącymi od bydła roślinożernego znacznie lepiej kiełkują. Zarodniki grzybów koprofilnych są odporne na wysychanie; gdy łajno wyschnie, mogą kiełkować również po pewnym czasie, gdy po opadach deszczu zostanie ono nawodnione.
Aby zarodniki grzybów koprofilnych mogły zostać przez zwierzęta zjedzone, muszą znaleźć się poza odchodami, najlepiej jak najdalej od nich. Z tego względu grzyby koprofilne często wytwarzają zarodniki typu balistospor. Budowa ścian owocnika powoduje, że w dojrzałym owocniku jego ściana nagle pęka wystrzeliwując zarodniki. W ten sposób zarodniki grzybów z rodzaju Pilobolus są wystrzeliwane na odległość nawet 2 m. W rodzaju Ascobolus worki podczas dojrzewania wyrastają ponad hymenium.
Wiele gatunków grzybów koprofilnych, zwłaszcza należących do podstawczaków (Basidiomycota) wykazuje wrażliwość na światło (fototropizm dodatni). Ich zarodnie i zarodniki pojawiają się tylko wtedy, gdy są wystawione na działanie światła, czasami tylko przy określonych długościach jego fal. Niektóre gatunki rozwijają się w ciemności, ale inne wymagają przynajmniej krótkiej ekspozycji na światło, aby wywołać produkcję zarodni. Niektóre z tych grzybów wydają się być szczególnie wrażliwe na światło ultrafioletowe.

## Siedlisko i rozprzestrzenienie
Rozprzestrzenienie grzybów koprofilnych jest ściśle związane z rozmieszczeniem zwierząt roślinożernych, które są przenosicielami ich zarodników. Do zwierząt tych należą króliki, jelenie, bydło, konie i owce. Niektóre gatunki opierają się na określonym gatunku, na przykład czernidłak brodawkowany (Coprinus radiatus) i kołpaczek Panaeolus campanulatus rosną prawie wyłącznie na odchodach końskich, podczas gdy inne, takie jak Panaeolus sphinctrinus, mogą rosnąć na każdym łajnie lub nawet na szczególnie żyznej glebie. Ponadto niektóre gatunki, np. stożkówkę gnojową (Conocybe rickenii) można znaleźć w dużych ilościach w miejscach, w których obornik był używany jako nawóz do gleby, np. w ogrodach.
Większość gatunków grzybów koprofilnych rozwija się na odchodach zwierząt roślinożernych. Niektóre jednak rozwijają się na odchodach zwierząt wszystkożernych, jak np. Chaetomium globisporum rosnący na odchodach szczurów, czy Ascodesmis porcina na odchodach świń. Niektóre mogą żyć nawet na odchodach drapieżników, np. Chaetomium rajasthanense rośnie na odchodach tygrysów, a Ascobolus croslandii na odchodach psów.
Istnieją także koprofilne grzyby wodne rozkładające odchody zwierząt wodnych. W latach 1995–1997 polscy naukowcy przebadali pod tym względem sześć różnych zbiorników wodnych. Znaleźli 36 różnych gatunków grzybów koprofilnych i organizmów grzybopodobnych. 30 z nich należało do lęgniowców, 6 do typu Chytridiomycetes. Najbogatszy ich skład gatunkowy znajdował się na odchodach kaczek krzyżówek i łabędzi niemych, a najuboższy na odchodach gęsi andyjskiej, błotniaka bagiennego i kormorana. 11 z badanych gatunków to nie tylko organizmy koprofilne, ale także pasożyty ryb lub nekrotrofy odżywiające się martwymi rybami. Do wszechobecnych koprofilnych grzybów i organizmów grzybopodobnych należą: Achlya americana, Aphanomyces laevis, Dictyuchus monosporus, Pythium debaryanum, Pythium rostratum, Saprolegnia asterophora, Saprolegnia parasitica i Saprolegnia ferax.

## Gatunki grzybów koprofilnych
Grzyby koprofilne należą do wielu grup grzybów:
- do typu workowców (Ascomycota) należy około 180 gatunków koprofilnych lub częściowo koprofilnych. Wśród nich są: 52 gat. Ascobolus, 6 gat. Ascodesmis, 20 gat. Ascophanus, 4 gat. Ascozonus, 42 gat. Cheilymenia, 19 gat. Coprotus, 5 gat. Peziza, 28 gat. Fimaria, 26 gat. Saccobolus, 7 gat. Thelebolus
- do typu Sordariomycetes należą: Arachniotus (1 gat.), Arnium (11 gat.), Bombardioidea (4 gat.), Chaetomium (81 gat.), Coniochaeta (35 gat.), Delitschia (46 gat.), Hypocopra (30 gat.), Podospora (78 gat.), Sordaria (10 gat.), Sporormiella (70 gat.)
- do typu podstawczaków (Basidiomycota) około 80 gatunków, ściśle koprofilnych, m.in.: Conocybe (10 gat.), Coprinus (30 gat.), Panaeolus (6 gat.), Psathyrella (4 gat.), Psilocybe (8 gat.), Stropharia (2 gat.)
- do typu Mucoromycetes: około 20 gatunków ściśle koprofilnych. M.in. należą one do rodzajów Absidia i Pilobolus.
- grzyby koprofilne są również wśród innych typów grzybów[10].

Do gatunków grzybów koprofilnych należą m.in.:

- Ascobolus croslandii
- Ascodesmis porcina
- Bolbitius vitellinus
- Bolbitius titubans
- Chaetomium globisporum
- Chaetomium rajasthanense
- Cheilymenia fimicola
- Cheilymenia pulcherrima
- Cheilymenia stercorea
- Cheilymenia theleboloides
- Conocybe moseri
- Conocybe pubescens
- Conocybe rickenii
- Coprinellus niveus
- Coprinopsis acuminata
- Coprotus sexdecimsporus
- Coprinopsis cinerea
- Coprinopsis narcotica
- Coprinopsis patouillardii
- Coprinopsis radiata
- Coprinus radiatus
- Crucibulum laeve
- Cyathus stercoreus
- Deconica coprophila
- Deconica merdaria
- Panaeolus campanulatus
- Panaeolus papilionaceus
- Panaeolus semiovatus
- Protostropharia (wszystkie gatunki)
- Psilocybe cubensis
- Stropharia semiglobata

## Znaczenie
Grzyby koprofilne odgrywają ważną rolę pomagając w degradacji, eliminacji i recyklingu odchodów wielu zwierząt. Uczestniczą w obiegu węgla w przyrodzie i w innych cyklach biogeochemicznych, które ostatecznie prowadzą do rozkładu materii organicznej na pierwiastki będące składnikami pokarmowymi dla roślin.
Grzyby koprofilne nie są jedynymi organizmami zasiedlającymi odchody. Należą do nich również niektóre bakterie, pierwotniaki, owady i inne. Istnieją złożone interakcje między nimi, często o charakterze antagonistycznym. Obecność np. niektórych larw owadów koprofagicznych na badanych odchodach znacznie zmniejsza liczbę grzybów koprofilnych, ale na odchodach królików obecność larw owadów Lycoriella mali nie wpływa na liczebność i wzrost grzybów koprofilnych.
O trujących dla ludzi własnościach grzybów koprofilnych jest niewiele informacji. Mogą bioakumulować metale ciężkie, a niektóre gatunki są endofitami. Niektóre są trujące i wydzielają mykotoksyny, a niektóre mają własności halucynogenne (np. Psilocybe cubensis i Panaeolus papilionaceus). Niektóre gatunki mogą być fakultatywnymi pasożytami.
Większość gatunków grzybów koprofilnych ma niewielkie rozmiary. Ze względu na miejsce występowania uważane są za grzyby niejadalne.